# Brenthis padiflorida
Brenthis padiflorida är en fjärilsart som beskrevs av Ruggero Verity 1950. Brenthis padiflorida ingår i släktet Brenthis och familjen praktfjärilar. Inga underarter finns listade i Catalogue of Life.